# 고성 운흥사 관음보살도
고성 운흥사 관음보살도(固城 雲興寺 觀音菩薩圖)은 대한민국 경상남도 고성군 하이면, 운흥사에 있는 조선시대의 불화이다. 2000년 8월 31일 경상남도의 유형문화재 제355호로 지정되었다가, 2010년 12월 21일 대한민국의 보물 제1694호로 지정됨에 따라, 2011년 4월 28일 경상남도의 유형문화재 지정이 해제되었다.

## 개요
운흥사 관음보살도는 1730년 의겸(義謙)이 수화승을 맡아 운흥사 삼세불도와 삼장보살도, 감로왕도를 조성할 때 함께 제작한 것이다. 불화 조성에는 의겸 외에도 행종(幸宗), 채인(採仁)이 참여하였다. 운흥사 관음보살도 외에 의겸(義謙)이 제작한 관음보살도는 1723년 여수 흥국사 수월관음도(보물 제1332호)와 한국불교미술박물관 소장 1730년 수월관음도(보물 제1204호)가 있다. 그리고 불상으로는 1730년 부산 내 원정사 목조관음보살좌상(부산광역시 유형문화재 제47호)도 전한다.
운흥사 관음보살도는 보타락가산에 유희좌(遊戱坐) 자세로 앉아 있는 관음보살을 중심으로 좌우에 정병(淨甁), 청조(靑鳥) , 1쌍의 청죽(靑竹), 선재동자를 배치하였다. 이와 같은 운흥사 관음보살도의 기본적인 구성과 도상은 1723년 흥국사 수월관음도와 동일한데 , 정병과 청죽(靑竹) 1쌍, 청조(靑鳥)의 위치가 좌우 바뀌었고, 화면 하단에 용녀와 용왕이 등장하는 점, 복식의 문양이 간략해진 점 등이 차이가 있다. 관음보살의 표현은 1730년 한국불교미술박물관 소장 수월관음도와 흡사하다.
머리에 입상의 화불을 모신 보관을 쓴 관음보살은 오른손으로 바위를 짚고, 왼손은 무릎에 올렸으며, 변형된 유희좌(遊戱坐)의 자세로 암반 위에 앉아 있다. 화면 하단 향좌측에는 선재동자가 합장하고 서 있으며, 향우측에는 여의주를 받든 용녀와 홀을 든 용왕이 등장한다. 이러한 관음보살도의 형식은 1858년 통도사 관음전 후불탱, 1868년 운문사 관음보살도, 1869년 향로암 관음보살도 및 18～19세기 후불벽 배면에 벽화로 그려진 수월관음도 도상으로 이어진다.
운흥사 관음보살도는 의겸(義謙)이 제작한 다른 관음보살도 가운데 관음보살과 선재동자, 용왕과 용녀의 화면 구성이 가장 알맞고, 상호의 묘사도 여성스럽다. 또한 의겸 특유의 수묵담채풍이 잘 반영되어 있어 전반적으로 차분한 느낌을 준다. 따라서 국가지정문화재로 지정하여 보존하고 연구할 만한 가치가 충분하다고 평가되었다.

## 같이 보기
- 운흥사

## 참고 자료
- 고성 운흥사 관음보살도 - 국가유산청 국가유산포털